# USS Beverly W. Reid (APD-119)
USS Beverly W. Reid (APD-119/LPR-119) là một tàu vận chuyển cao tốc lớp Crosley, nguyên được cải biến từ chiếc DE-722, một tàu hộ tống khu trục lớp Rudderow, và đã phục vụ cùng Hải quân Hoa Kỳ trong Chiến tranh Thế giới thứ hai. Nó là chiếc tàu chiến duy nhất của Hải quân Hoa Kỳ được đặt cái tên này, theo tên Thiếu úy Hải quân Beverly W. Reid (1917-1942), phi công từng phục vụ cùng Liên đội Tiêm kích VF-6 trên tàu sân bay Enterprise (CV-6), được tặng thưởng Huân chương Chữ thập Hải quân do thành tích trong Trận Midway, và đã mất tích trong Trận chiến Đông Solomon vào ngày 24 tháng 8, 1942. Nó đã phục vụ cho đến khi chiến tranh kết thúc, xuất biên chế năm 1946, rồi được huy động trở lại vào năm 1967, được xếp lại lớp như là chiếc LPR-119 và hoạt động cho đến năm 1969. Con tàu cuối cùng bị bán để tháo dỡ.

## Thiết kế và chế tạo
Thiết kế của lớp Crosley dựa trên việc cải biến lớp tàu hộ tống khu trục Rudderow. Cấu trúc thượng tầng con tàu được mở rộng, đồng thời tháo dỡ bớt vũ khí trang bị để lấy chỗ bố trí nơi nghỉ cho 162 binh lính được vận chuyển cùng khoảng 40 tấn trang bị. Hệ thống động lực tương tự như với các lớp Buckley và Rudderow; là kiểu động cơ turbine-điện General Electric, cung cấp điện năng cho mô-tơ điện để dẫn động hai trục chân vịt.
Dàn vũ khí được giữ lại bao gồm một khẩu pháo 5 inch (130 mm)/38 cal bố trí một phía trước mũi; ba khẩu đội pháo phòng không Bofors 40 mm nòng đôi và sáu pháo phòng không Oerlikon 20 mm; vũ khí chống ngầm gồm hai đường ray Mk. 9 để thả mìn sâu. Thủy thủ đoàn đầy đủ bao gồm 15 sĩ quan và 168 thủy thủ; và con tàu được bố trí tiện nghi để vận chuyển 12 sĩ quan cùng 150 binh lính đổ bộ.
Beverly W. Reid được đặt lườn như là chiếc DE-722 tại xưởng tàu của hãng Dravo Corporation, ở Pittsburgh, Pennsylvania vào ngày 5 tháng 1, 1944. Nó được hạ thủy vào ngày 4 tháng 3, 1944, được đỡ đầu bởi bà Eloise Ziegler, mẹ của Thiếu úy Reid. Đang khi được hoàn thiện tại xưởng tàu của hãng Consolidated Steel Company ở Orange, Texas, con tàu được xếp lại lớp như một tàu vận chuyển cao tốc vào ngày 17 tháng 7, 1944, mang ký hiệu lườn mới APD-119, và nhập biên chế cùng Hải quân Hoa Kỳ vào ngày 25 tháng 6, 1945 dưới quyền chỉ huy của Hạm trưởng, Thiếu tá Hải quân Gordon D. Kissam.

## Lịch sử hoạt động

### 1945 - 1947
Sau khi hoàn tất việc trang bị, Beverly W. Reid khởi hành từ Galveston, Texas vào ngày 10 tháng 7, 1945 để tiến hành chạy thử máy huấn luyện tại khu vực vịnh Guantánamo, Cuba từ ngày 13 tháng 7 đến ngày 7 tháng 8. Nó quay trở về Norfolk, Virginia vào ngày 10 tháng 8, và đang khi được sửa chữa sau chạy thử máy tại Norfolk, Nhật Bản đã chấp nhận đầu hàng vào ngày 15 tháng 8, giúp chấm dứt vĩnh viễn cuộc xung đột. Công việc trong xưởng tàu kéo dài cho đến tháng 10, khi nó lên đường đi thành phố New York để tham gia cuộc Duyệt binh Hạm đội do Tổng thống Harry S Truman chủ trì nhân ngày Hải quân 27 tháng 10. Rời New York vào ngày 30 tháng 10, nó đi đến Philadelphia, Pennsylvania vào ngày hôm sau.

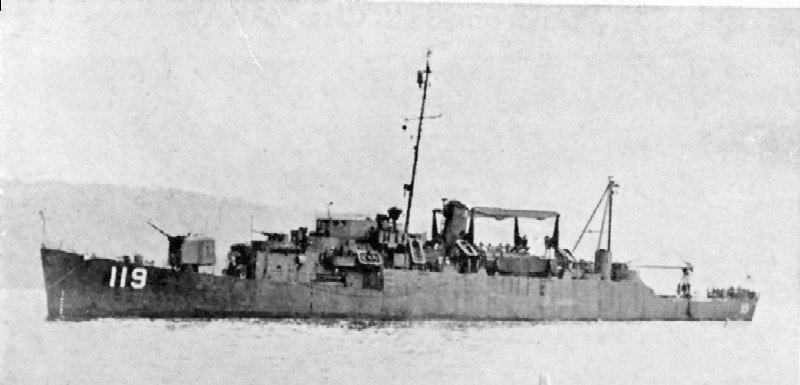
USS Beverly W. Reid vào khoảng năm 1945.

Được lên kế hoạch để ngừng hoạt động, Beverly W. Reid rời Philadelphia vào ngày 17 tháng 11 để đi Norfolk, đến nơi vào ngày hôm sau. Hoàn cảnh thời tiết xấu đã trì hoãn chuyến đi xuống phía Nam cho đến ngày 23 tháng 11, và con tàu ghé qua Jacksonville, Florida trước khi đi đến Green Cove Springs, Florida vào ngày 27 tháng 11. Nó được đại tu để chuẩn bị ngừng hoạt động tại đây, đưa về thành phần dự bị từ ngày 1 tháng 9, 1946, và chính thức xuất biên chế vào ngày 5 tháng 5, 1947. Thoạt tiên neo đậu cùng Đội Florida tại Green Cove Springs trực thuộc Hạm đội Dự bị Đại Tây Dương, nó sau đó được chuyển đến Đội Texas tại Orange, Texas, và bị bỏ không trong gần 20 năm tiếp theo.

### 1967 - 1969
Beverly W. Reid được khảo sát trước khi được chiếc tàu vận chuyển cao tốc Liddle (APD-60) kéo đến Căn cứ Đổ bộ Hải quân Little Creek tại Virginia Beach, Virginia. Thủy thủ của Liddle làm việc với các nhà thầu tư nhân để hiện đại hóa con tàu, và nó chính thức được tái biên chế vào ngày 18 tháng 3, 1967 tại xưởng tàu của hãng Norfolk Shipbuilding and Drydock Company ở Norfolk, dưới quyền chỉ huy của Hạm trưởng, Thiếu tá Hải quân Aloysius G. Hennessey, Jr., với thủy thủ đoàn từ Liddle chuyển sang; Liddle được cho xuất biên chế cùng ngày hôm đó.

#### 1967
Beverly W. Reid được phân về Hải đội Đổ bộ 8, và chuyển đến cảng nhà tại Little Creek, Virginia từ ngày 19 tháng 4. Nó lên đường đi sang khu vực vịnh Guantánamo, Cuba vào ngày 5 tháng 5, nơi nó tiến hành chạy thử máy huấn luyện cho đến giữa tháng 6. Lên đường vào ngày 16 tháng 6, nó về đến Little Creek ba ngày sau đó. Con tàu được sửa chữa sau chạy thử máy tại đây trước khi thực hành đổ bộ và hhuấn luyện phối hợp cùng các đội phá hoại dưới nước (UDT: Underwater Demolition Team). Vào cuối tháng 7 và đầu tháng 8, nó viếng thăm Montreal, Quebec, Canada nhân kỳ Triển lãm quốc tế Expo 67.
Quay trở về Little Creek vào ngày 11 tháng 8, Beverly W. Reid tiếp tục thực hành đổ bộ từ ngày16 tháng 8 cho đến hết tháng đó. Nó được bảo trì tại Little Creek trong phần lớn tháng 9, thực hiện một chuyến đi đến vịnh Onslow, North Carolina, rồi hoạt động ngoài khơi Virginia Capes từ ngày 9 đến ngày 15 tháng 10. Con tàu tiếp tục thực hành đổ bộ tại Onslow Beach, North Carolina trước khi ở lại cảng Little Creek từ ngày 19 đến ngày 31 tháng 10. Nó phối hợp cùng tàu đốc vận chuyển đổ bộ Raleigh (LPD-1) để thực hành ngoài khơi Virginia Capes vào ngày 1 tháng 11 rồi quay trở lại Little Creek vào ngày hôm sau. Nó neo đậu cặp bên mạn tàu sửa chữa Vulcan (AR-5) từ ngày 6 tháng 11, công việc sửa chữa kéo dài cho đến ngày 24 tháng 11, và nó ở lại Little Creek cho đến hết năm 1967.

#### 1968
Khởi hành vào ngày 2 tháng 1, 1968 để đi sang Puerto Rico, Beverly W. Reid gia nhập cùng Đội Đổ bộ Caribe vào ngày 6 tháng 1 và thực hành huấn luyện tại đảo Vieques cho đến ngày 9 tháng 1. Nó cùng các tàu chở hàng tấn công Muliphen (AKA-61) và tàu đốc đổ bộ Spiegel Grove (LSD-32) viếng thăm cảng Willemstad, Curaçao tại Antille thuộc Hà Lan từ ngày 12 đến ngày 16 tháng 1, rồi quay trở lại khu vực Vieques để tiếp tục tập trận cùng Đội đặc nhiệm 44.9 vào sáng ngày 17 tháng 1. Sau các lượt thực hành đổ bộ, hỗ trợ hải pháo và phòng không, nó viếng thăm Charlotte Amalie tại Quần đảo Virgin thuộc Mỹ từ ngày 23 đến ngày 26 tháng 1.
Quay trở về vùng biển Puerto Rico vào ngày 28 tháng 1, Beverly W. Reid khởi hành vào ngày hôm sau, cùng với Raleigh, Spiegel Grove, Muliphen, tàu LST Grant County (LST-1174) và tàu đổ bộ tấn công Guam (LPH-9) đi sang vùng kênh đào Panama. Sau đó Beverly W. Reid tách ra để ghé viếng thăm Grenada từ ngày 16 đến ngày 22 tháng 2, rồi gia nhập trở lại đội đặc nhiệm đổ bộ vào ngày hôm sau để quay trở lại vùng biển Puerto Rico. Đi đến Vieques vào ngày 24 tháng 2, nó hoạt động tại chỗ cho đến tháng 3, viếng thăm Frederiksted trên đảo Saint Croix, Virgin thuộc Mỹ trước khi lên đường vào ngày 17 tháng 3 để quay trở về Little Creek.
Đi đến Little Creek vào ngày 23 tháng 3, 1968, Beverly W. Reid đi đến vịnh Onslow vào ngày 21 tháng 4 để tiến hành khảo sát đo độ sâu trước khi quay trở về Little Creek vào ngày 27 tháng 4. Nó tiếp tục hoạt động khảo sát thủy văn trong tháng 5 tại vùng biển ngoài khơi Trại Pendleton tại Virginia Beach cũng như phối hợp với tàu kéo hạm đội Shakori (ATF-162) hỗ trợ cho hoạt động thực hành tác xạ của thiết giáp hạm New Jersey (BB-62) ngoài khơi Virginia Capes. Lên đường vào ngày 1 tháng 6, nó đi đến mũi Canaveral, Florida vào ngày 3 tháng 6, nơi nó tham gia vào việc phóng thử nghiệm tên lửa đạn đạo phóng từ tàu ngầm UGM-27 Polaris từ các tàu ngầm mang tên lửa đạn đạo John Marshall (SSBN-611) và USS Thomas A. Edison. Sau khi hoàn tất hoạt động thử nghiệm, nó lên đường vào ngày 18 tháng 6 để quay trở lại khu vực Virginia.
Về đến Little Creek vào ngày 20 tháng 6, 1968, Beverly W. Reid lại lên đường hai tuần sau đó để viếng thăm các cảng New York; Pictu và Halifax, Nova Scotia của Canada; và Boothbay, Maine. Khi quay trở về Little Creek vào ngày 13 tháng 7, nó tiếp tục huấn luyện cùng Lực lượng Độ bộ Hạm đội Đại Tây Dương, thực hành tác xạ ngoài khơi Trại Pendleton, thực tập chống tàu ngầm và đổ bộ. Con tàu được xếp lại lớp như một "tàu vận chuyển đổ bộ, nhỏ" và mang ký hiệu lườn mới LPR-119 vào ngày 14 tháng 8, 1968, rồi chuyển khu vực hoạt động đến Charleston, South Carolina vào ngày 23 tháng 8, nơi nó hỗ trợ cho hoạt động của tàu ngầm John Marshall. Nó quay trở lại Norfolk để sửa chữa cặp bên mạn tàu tiếp liệu khu trục Sierra (AD-18) từ ngày đến ngày 27 tháng 8 đến ngày 20 tháng 9. Sau khi hoàn tất những đợt thực hành đổ bộ tại Onslow Beach vào cuối tháng 9, con tàu được đưa về trạng thái hoạt động hạn chế từ ngày 1 tháng 10 như một biện pháp cắt giảm chi phí.

#### 1969
Sau khi neo đậu tại trong phần lớn năm 1969, cuối cùng, Beverly W. Reid lên đường vào ngày 30 tháng 9, đi đến Orange, Texas vào ngày 6 tháng 10, và bắt đầu được chuẩn bị để ngừng hoạt động. Nó xuất biên chế lần sau cùng tại Orange vào ngày 14 tháng 11, 1969, được đưa về neo đậu cùng Đội Texas trực thuộc Hạm đội Dự bị Đại Tây Dương. Tên nó được cho rút khỏi danh sách Đăng bạ Hải quân vào ngày 15 tháng 9, 1974, và con tàu được bán cho hãng J. R. Steel, Inc. tại Houston, Texas vào ngày 18 tháng 8, 1975 để tháo dỡ.

## Phần thưởng
Nguồn: Navsource Naval History
|  |  |  |

| Huân chương Chiến dịch Hoa Kỳ | Huân chương Chiến thắng Thế Chiến II | Huân chương Phục vụ Phòng vệ Quốc gia |